# Robert Henry Bartlett
Robert Henry Bartlett (Burnham, 1842 – Sydney, 1911) è stato un fotografo neozelandese.

## Biografia
La storia di questo fotografo non ha un percorso ben delineato, ma si conoscono soltanto alcuni passaggi, quelli pubblicati dai giornali dell'epoca o narrati da storici, ricercatori e fotografi con i quali ha collaborato. Sembra che dalla natia Inghilterra sia emigrato in Nuova Zelanda nel 1865 e che nel medesimo anno abbia sposato Priscilla Maude Fear (1843 circa-1910) a Onehunga, un sobborgo di Auckland, dove poi aprirà il proprio studio fotografico. All'inizio condivise l'attività con un certo Taylor ma quasi subito lo studio assunse il nome di "Bartlett & Company" fino al 1868. Infine si mise in proprio.
Ebbe tre figli: William Henry (1870-1943), Priscilla Maude, sposata Stephenson (1874-1955), Robert Herbert (1877-1907).
Leggiamo sulle pagine dei giornali che il periodo di massimo lustro fu quando venne nominato fotografo ufficiale da Alfredo, duca di Edimburgo per il suo viaggio nella colonia della Nuova Zelanda, assieme alla promessa sposa. Nel corso del viaggio in cui avrebbero visitato i vari possedimenti inglesi nell'emisfero australe, i reali visitarono alcune delle bellezze del paese tra cui: Le Terrazze Rosa e Bianche, in maori chiamate "Te Otukapuarangi" e "Te Tarata", scomparse in seguito all'eruzione del Monte Tarawera del 1886, i geyser Whakarewarewa, il lago Rotomahana, gruppi di indigeni maori, che egli registrò con estrema precisione sulle sue lastre di vetro e di cui ne fece dono al principe. Immagini così nitide ed entusiasmanti che ne volle copia anche l'ammiraglio Lord Charles Beresford.
Nello stesso anno la stampa riportava come lo studio di Bartlett fosse assiduamente frequentato, che fosse finemente arredato e che anche la sala d'attesa fosse arredata, non solo con ritratti, ma con immagini della visita del principe e di paesaggi "senza dubbio il più completo della Nuova Zelanda". Non è certo se il fotografo abbia ripreso gli attori di una commedia di Dion Boucicault in visita in Australia, ancora nel 1871, o se Bartlett abbia realizzato un ritratto allo stesso commediografo. Nel 1873 assunse John Robert Hanna dove si presume che quest'ultimo abbia appreso i fondamentali rudimenti fotografici e che abbia svolto vari ruoli all'interno dell'atelier.
Senza alcun motivo apparente, almeno da ciò che i giornali dell'epoca pubblicarono, alla fine del mese di agosto 1875 venne fissata la data di fallimento dello studio fotografico di Bartlett con l'adunanza dei creditori. Passarono molti anni prima di avere notizie del fotografo, anche se prese parte ad alcune esposizioni a Sydney nel 1879 e a Melborne nel 1880. Ciò accadde nel 1882 quando realizzò il ritratto di Tāwhiao, re del popolo Maori, e dei suoi figli. Il New Zealand Herald del 12 marzo 1887 afferma che Bartlett aveva aperto un nuovo studio ancora più moderno con nuove attrezzature all'avanguardia portate direttamente dalla madre padria, con possibilità di realizzare ritratti ad olio e ad acquerello. Qualche mese dopo, a maggio, però, sullo stesso quotidiano, Bartlett venne accusato di ubriachezza molesta con tanto di ordinanza e divieto da parte del tribunale di avvicinarsi a rivendite di alcolici.
L'anno seguente annunciò di essere presente per un breve periodo a New Plymouth invitando perciò ad approfittarne per coloro che volessero farsi ritrarre, vantando di aver vinto medaglie d'oro alle esposizioni di Sidney del 1879, di Melbourne del 1880 e di Londra del 1887. Due anni dopo annunciò di essere presente nella frazione di Reefton (Greymouth). L'ultima notizia risale al 1892 con la fotografia di un gruppo di vescovi della Chiesa anglicana della Nuova Zelanda.